# Арчибалд Лейч
Арчибалд Лейч (на английски: Archibald Leitch) е шотландски архитект, известен с проектираните от него футболни стадиони във Великобритания и Ирландия.

## Проекти
Лейч проектира стадионите на някои от най-големите английски отбори, използвани и до днес. През 1910 година той изгражда стадиона Олд Трафорд използван от Манчестър Юнайтед и е удостоен с 5 звезди от УЕФА. През 1877 година построява и стадиона, използван от ФК Челси, на име Стамфорд Бридж. По-късно, през 1921 година, стадионът на Тотнъм бива подобрен с парите от печалбите. Построени са трибуните „Пакстън Роуд“ и „Парк Лейн“, като проектът отново е оглавяван от Арчибалд Лейч. Впоследствие капацитетът на стадиона се увеличава до 58 000 места, 40 000 от които са под козирките.

### Други известни проекти
- Селтик Парк (Селтик)
- Анфийлд (ФК Ливърпул)
- Вила Парк (Астън Вила)
- Гудисън Парк (Евертън)